# Rocco Sollecito
Rocco Sollecito (pronunciación en italiano: /ˈrɔkko solˈleːtʃito/; 9 de junio de 1948 - 27 de mayo de 2016) fue un mafioso italo-canadiense que ocupó el cargo de subjefe de la familia criminal Rizzuto, radicada en Montreal, Quebec, Canadá.

## Biografía
Sollecito nació en Bari, Italia. Se cree que era una de las "cinco figuras principales" dentro de la familia Rizzuto, además de ser el responsable de los negocios en la industria de la construcción. Sollecito fue arrestado el 22 de noviembre de 2006, junto con muchos otros, entre los que se encontraban Nicolo Rizzuto, Paolo Renda, Francesco Arcadi, Lorenzo Giordano y Francesco Del Balso, como parte del Proyecto Colisée.
Sollecito se declaró culpable en septiembre de 2008 de "conspiración general para cometer extorsión, apuestas, juegos ilegales, al igual que de estar en posesión del producto del delito" y fue sentenciado a ocho años de prisión, aunque fue liberado en el verano de 2011. Se cree que su hijo, Stefano, y el hijo de Vito Rizzuto, Leonardo, están a cargo de la Mafia en Montreal; ambos fueron arrestados y acusados de narcotráfico y gánsterismo en noviembre de 2015. Stefano y Leonardo fueron liberados el 19 de febrero de 2018, absueltos de los cargos de gánsterismo y conspiración para tráfico de cocaína.

## Muerte
Sollecito fue asesinado a disparos en Laval, alrededor de las 08:30 ET el 27 de mayo de 2016 mientras conducía un BMW SUV blanco. Tenía 67 años en el momento de su muerte.
Se sospecha que la muerte de Sollecito fue parte del desmantelamiento de la antigua generación de la familia Rizzuto. Su muerte ocurrió solo meses después de la muerte del confidente de la familia, Lorenzo "Skunk" (lit. 'zorrillo', en español) Giordano, quien también fue asesinado a disparos en Laval, en un estacionamiento.
El 17 de octubre de 2019, Jonathan Massari, Dominico Scarfo, Guy Dion y Marie-Josée Viau fueron arrestados y acusados de planificar y perpetrar los asesinatos de Sollecito y Giordano.